# 1461
Évszázadok: 14. század – 15. század – 16. század
Évtizedek: 1410-es évek – 1420-as évek – 1430-as évek – 1440-es évek – 1450-es évek – 1460-as évek – 1470-es évek – 1480-as évek – 1490-es évek – 1500-as évek – 1510-es évek
Évek: 1456 – 1457 – 1458 – 1459 –  1460 – 1461 – 1462 – 1463 – 1464 – 1465 – 1466

## Események

### Határozott dátumú események
- február 2. – A Mortimer’s Cross-i csata.[1] (Az Eduárd vezette yorki sereg Walesben legyőzi a lancasteri sereget.)
- február 17. – A második Saint Albans-i csata. (A Richard Neville, Warwick grófja vezette yorki sereg vereséget szenved Anjou Margit királyné lancasteri seregétől.)
- március 4. – Eduárd eléri Londont, és királlyá nyilvánítja magát IV. Eduárd néven.
- március 28. – A Ferrybridge-i csata a rózsák háborújában.
- március 29. – A towtoni csata. (IV. Eduárd legyőzi Margit királyné seregét. A legvéresebb csata az angol történelemben.) Elesik Andrew Trollope.
- június 28. – Londonban Eduárdot királlyá koronázzák. (1483-ig uralkodik.)[2]
- július 22. – XI. Lajos követi VII. Károlyt a francia trónon.[3]
- augusztus 15. – Az Oszmán Birodalom 21 napi kemény ostrom után meghódítja az utolsó görög-római államalakulatot a Trapezunti Császárságot.

### Határozatlan dátumú események
- április 19. előtt – A budai országgyűlés az ország ellenségei elleni harcra portánként 1 aranyforint rendkívüli adót ajánl meg.
- az ősz folyamán – Mátyás király Szapolyai Miklóst nevezi ki erdélyi megyés püspökké.[4] (A pápai megerősítést 1462-ben kapta meg.)
- az év folyamán –
  - Leonardo da Vinci és Sandro Botticelli Andrea del Verrocchio mester tanítványai lesznek.
  - Mátyás sikeres harcai a Felvidéken Giskra ellen. Mátyás vezére, Szapolyai István beveszi Sárost, Újvárt, Szepest és Késmárkot, mire Giskra behódol a magyar királynak.
  - A törökök Boszniában megalapítják Szarajevó városát.

## Születések
- Sándor lengyel király († 1506)

## Halálozások
- július 22. – VII. Károly francia király (* 1403)
- augusztus 17. – Jacques de Milly, a Jeruzsálemi Szent János Ispotályos Lovagrend Rodoszon 37. nagymestere (* ?)
- március 29. – Henry Percy northumberlandi gróf (* 1421)